# ¡A por el niño!
¡A por el niño! est une bande dessinée espagnole illustrée par Francisco Ibáñez, appartenant à la franchise Mortadel et Filémon, éditée en 1979.

## Synopsis
Des malfaiteurs veulent enlever Alfonsito Dividendo, le fils du directeur de la banque, pour exiger une rançon. Mortadel et Filémon doivent se rendre à l'école d'Alfonsito pour empêcher son enlèvement et protéger les enfants.

## Description
Il s'agit de la première longue bande dessinée dont les planches sont divisées en quatre bandes au lieu de cinq, ce qui donne à la bande dessinée un aspect plus moderne.